# 栄養価
食品の品質評価の一環としての栄養価（えいようか、Nutritional value）は、食品について消費者に向けて、その食品の必須栄養素が十分なバランスのとれた比率かどうかの指標である。具体的には、その食事や食事に含まれる、炭水化物、脂質、タンパク質、ミネラル、ビタミンの評価の指標。何種類もの栄養評価システムと栄養成分表示が栄養価の点で食品を評価できるようにと考案されているが、絶対的な評価であるかについては議論されたままで、一部の消費者の要求についても取り入れられていない。「タンパク質の栄養価」というとき、タンパク質の利用効率などから算出する（アミノ酸スコア）。
健康状態の違い、季節の違い、年齢、性差、人種や分類学上の違いによって食品の栄養価はさまざまになる。
ヒトだけに限った固定的な評価付けによる絶対的な尺度についても、関わってくる成分の相互作用の複雑さが原因で疑問のあるもので、広く適用しすぎた場合には意図しない結果につながることがある。
口語的には、食品のカロリーを意味することがあったが、過去のものとなりつつある。